# ێ
Yā petit v suscrit est une lettre additionnelle de l’alphabet arabe utilisée en kurde et en laki.

## Utilisation
En kurde écrit avec l’alphabet arabe, ‹ ێ › représente une voyelle mi-ouverte antérieure non arrondie [ɛ].